# Eliasz II (prawosławny patriarcha Antiochii)
Eliasz II – chalcedoński patriarcha Antiochii w latach 1003–1010.